# Eupeodes montanus
Eupeodes montanus är en tvåvingeart som först beskrevs av Charles Howard Curran 1925.  Eupeodes montanus ingår i släktet fältblomflugor, och familjen blomflugor. Inga underarter finns listade i Catalogue of Life.